# Château de Beaulieu (Hampshire)
Pour les articles homonymes, voir Château de Beaulieu.
Le château de Beaulieu ou Beaulieu Palace House est un château anglais, et manoir-musée du XIIIe siècle, de style néogothique victorien, de Beaulieu dans le Hampshire, au Royaume-Uni. Il est célèbre pour héberger en particulier sur son domaine le musée automobile de Beaulieu, fondé en 1952 par Lord Edward Douglas-Scott-Montagu. Le château-musée est classé Grade I aux monuments historiques du Royaume-Uni depuis 1959.

## Historique
Ce château anglais est construit au XIIIe siècle à titre de manoir médiéval et corps de garde du domaine de l'abbaye de Beaulieu voisine, fondée en 1203 par le roi Jean d'Angleterre. Le domaine est acquis en 1538 par Thomas Wriothesley (1er comte de Southampton), et ses héritiers-descendants, à la suite de la dissolution des monastères sous le roi Henri VIII d'Angleterre.

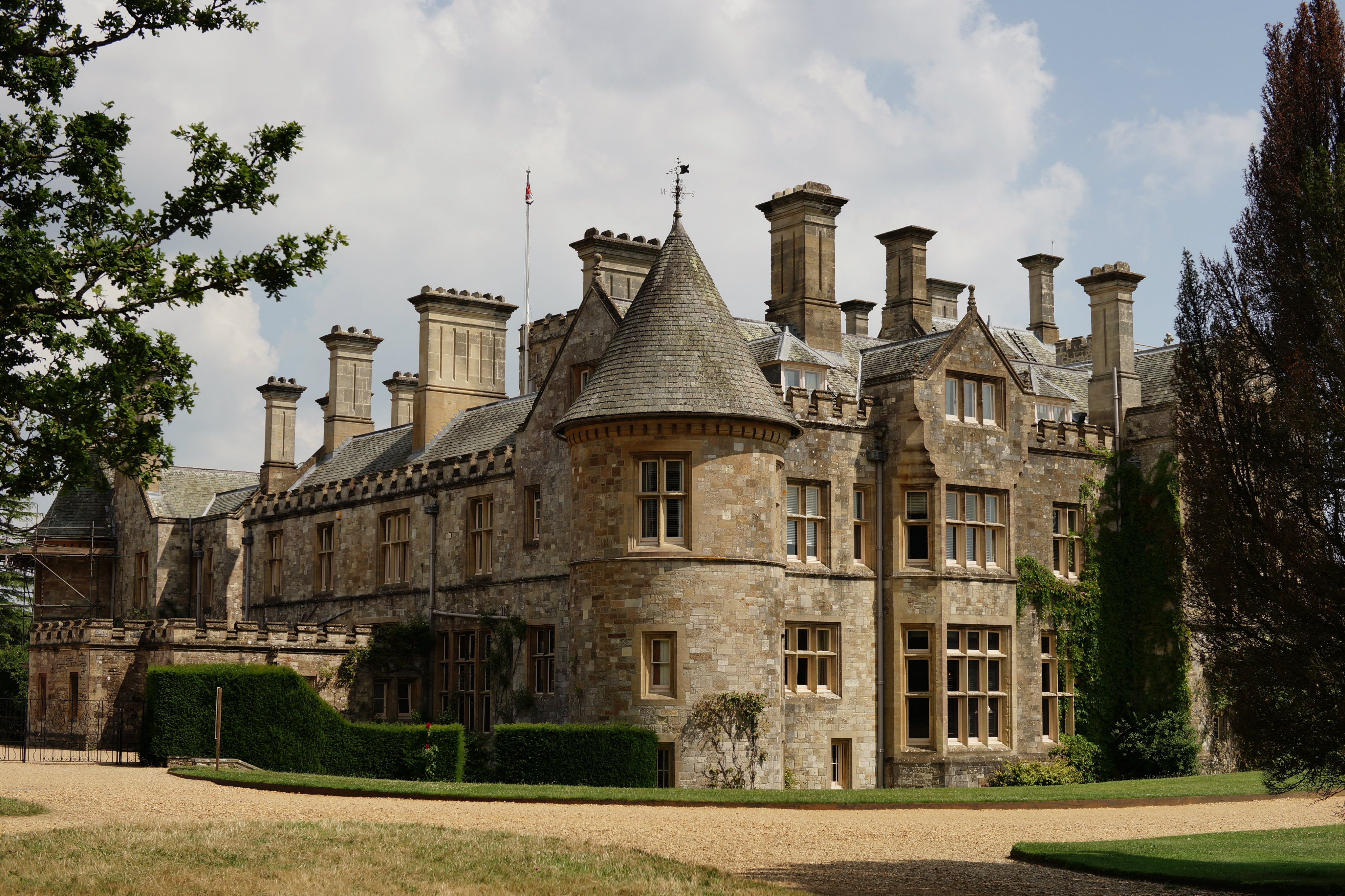
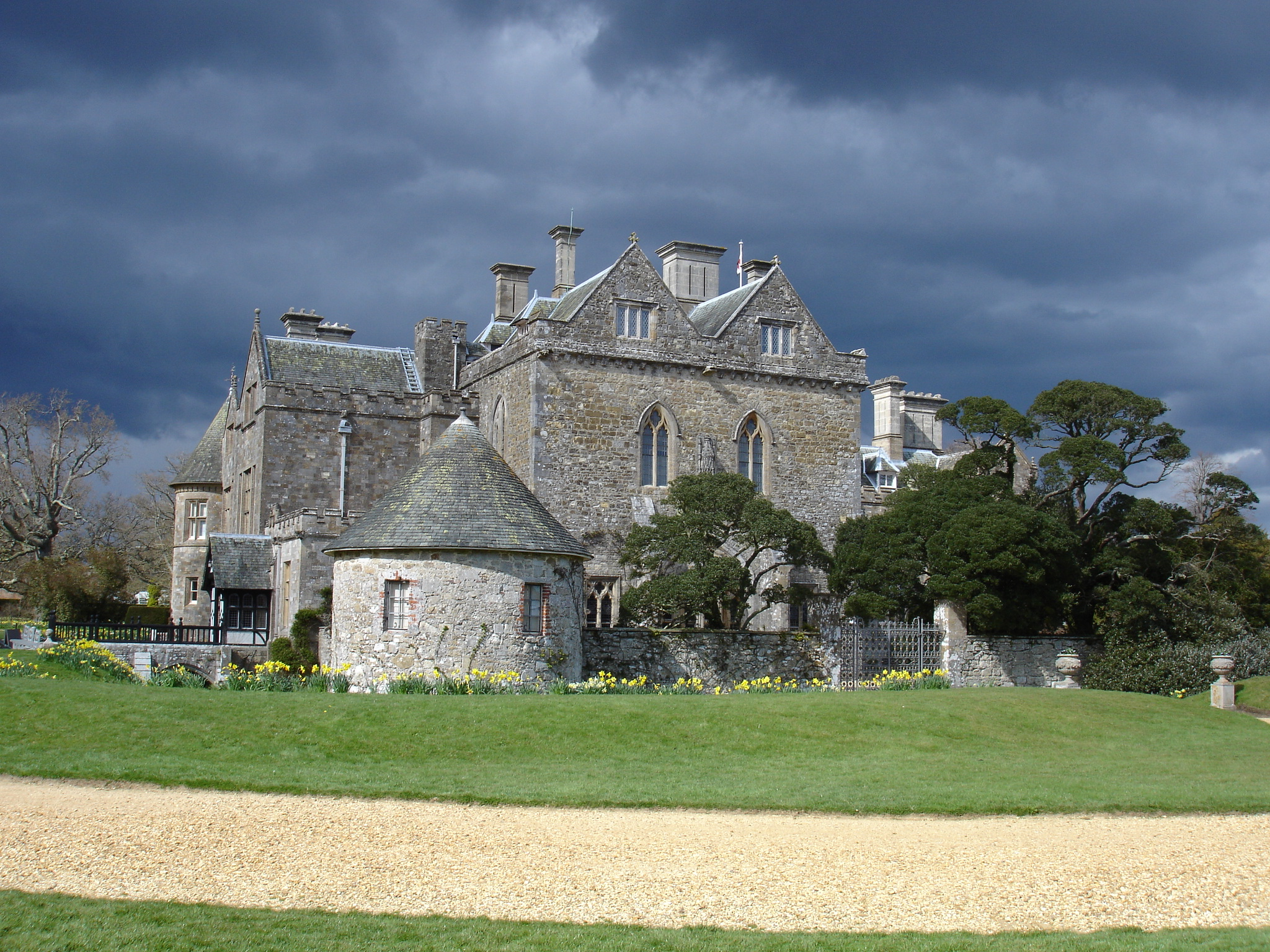
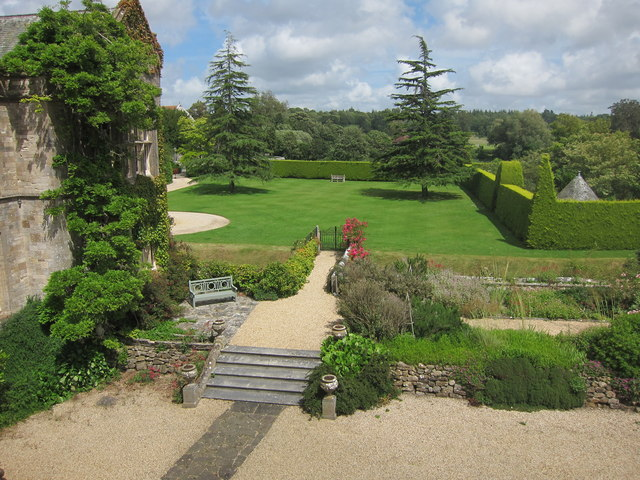

La demeure médiévale est alors transformée en demeure privée au XVIe siècle, construite sur deux étages, puis largement remodelée au XIXe siècle en style néogothique victorien actuel, caractérisé par des fenêtres à croisée à meneaux et à vitraux, à oriel et en ogives, des pignons ornés, une toitures à créneaux en ardoise, et des éléments décoratifs inspirés du gothique médiéval. 

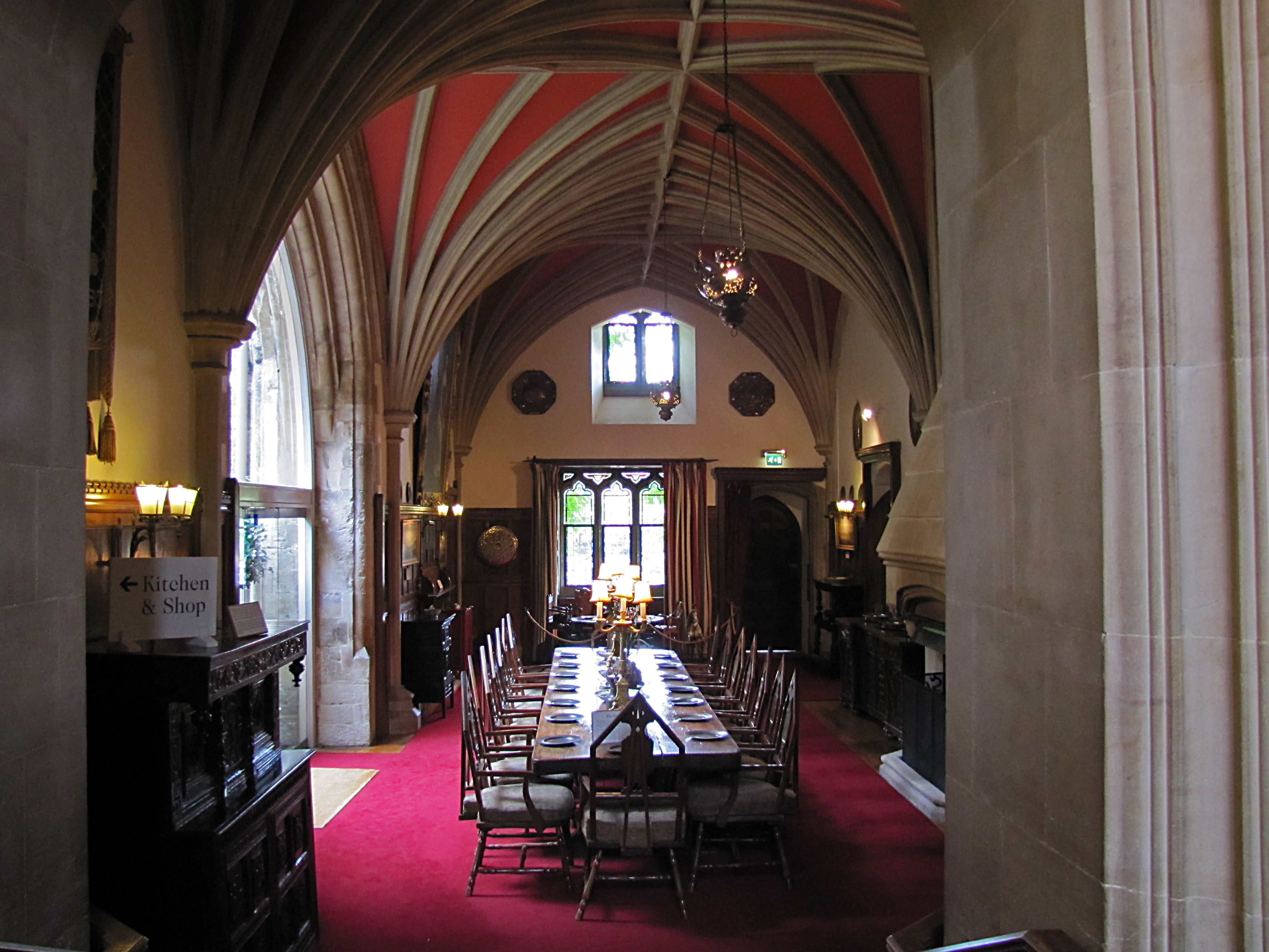
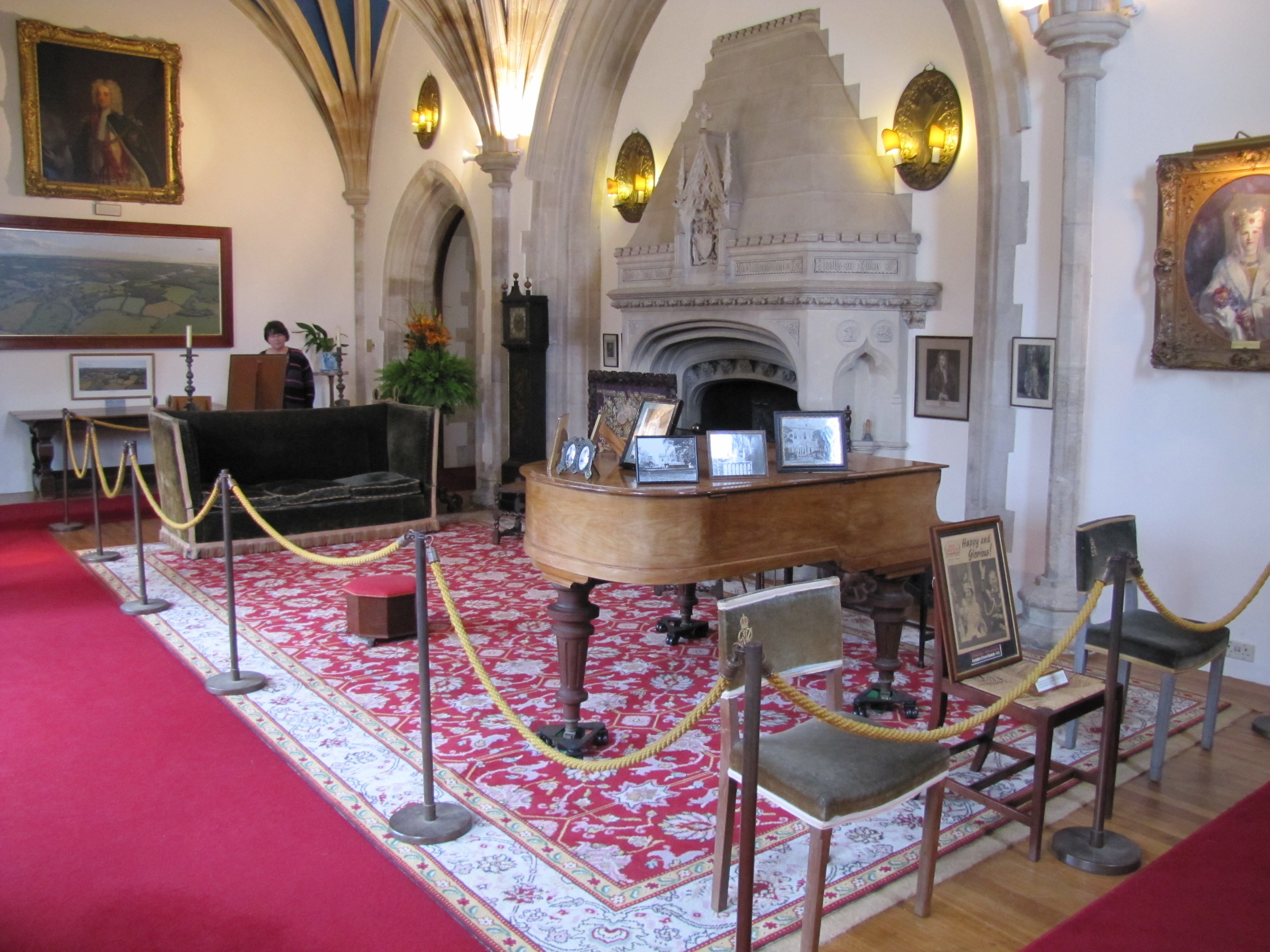

Le baron Edward Douglas-Scott-Montagu (1926-2015) est un célèbre propriétaire-hériter des lieux pour avoir fondé le musée automobile de Beaulieu en 1952 sur ce domaine. Cette demeure-musée appartient à ce jour à la famille des baron Montagu of Beaulieu (en), et est ouverte au public avec ses parc, jardins, vestiges de l'abbaye de Beaulieu, et musée automobile de Beaulieu, en tant que Treasure Houses of England (en) du parc national New Forest.

## Lieux associés
- Parc national New Forest
- Abbaye de Beaulieu
- Musée automobile de Beaulieu
- National Motor Museum Monorail (en)